# Скарстед, Карл
Карл Вильгельм Скарстед (швед. Carl Wilhelm Skarstedt, 7 августа 1815, Гётеборг, Вестра-Гёталанд, Швеция — 27 февраля 1908, Лунд, Скания, Швеция) — шведский преподаватель и богослов. Будучи профессором Лундского университета, являлся историком христианства и псалмистом. Среди прочего, Скарстед представлен в шведском сборнике псалмов 1986 года с произведением №414.

## Биография
Карл Скарстед родился в небольшой семье в Гётеборге, где впоследствии принял сан священника. В Уппсале он начал своё обучение и повысился в сане. В 1856 году Карл женился на Хедвиге Элине Визельгрен (1839 — 1863), дочери священника  Петера Визельгрена, в браке с которой у них родились Эрнст и Вальдемар. После смерти первой жены Скарстед в 1864 вновь женился на Иде Паулине Вестдаль (1843 — 1916), у которой родился третий сын Карла Зигфрид. Карл Скарстед и его вторая жена похоронены на кладбище в Лунде.